# Marc Tolrà
Marc Tolrà García (Barcellona, 27 gennaio 1991) è un giocatore di calcio a 5 spagnolo.

## Palmarès
- Campionato spagnolo: 1
Barcellona: 2012-13
- Campionato portoghese: 1
Benfica: 2018-19